# Luís José Maldonado de Eça
Luís José Maldonado de Eça foi um Governador Civil de Faro entre 27 de Junho de 1846 e 20 de Outubro de 1846.